# NGC 7406
NGC 7406 је спирална галаксија у сазвежђу Водолија која се налази на NGC листи објеката дубоког неба.
Деклинација објекта је - 6° 34' 44" а ректасцензија 22h 53m 56,4s. Привидна величина (магнитуда) објекта NGC 7406 износи 14,1 а фотографска магнитуда 15,0. NGC 7406 је још познат и под ознакама MCG -1-58-3, PGC 69947.